# Базовый (остров)
Ба́зовый — остров архипелага Северная Земля. Административно относится к Таймырскому Долгано-Ненецкому району Красноярского края.

## География
Расположен в Карском море в западной части архипелага на расстоянии около 500 метров от полуострова Жилой — западного полуострова острова Октябрьской Революции. Вокруг Базового лежат другие малые острова Северной Земли: Обманный — в 1,5 километрах к юго-востоку, Забор — в 2 километрах к северо-западу и острова Колосова — в 2,7 километрах к западу.

## Описание
Имеет немного вытянутую с юго-запада на северо-восток форму длиной около 850 метров. Берега ровные, пологие. Существенных возвышенностей на острове нет. В центральной части — редкие каменистые россыпи. Растительность представлена типичными для островов архипелага жёсткой короткой травой и лишайниками.

## Топографические карты
- Лист карты T-46-IV,V,VI ледн. Альбанова. Масштаб: 1 : 200 000. Состояние местности на 1984-1988 год. Издание 1992 г.